# Euclid (crater)
Euclid este un mic crater lunar de impact aflat în apropiere de marginea de est a Oceanului Furtunilor, la 30 de kilometri vest de Munții Ripeni. 
Craterul poartă numele matematicianului grec antic Euclid.